# Vani (distrikt)
Vani (georgiska: ვანის მუნიციპალიტეტი, Vanis munitsipaliteti) är ett distrikt i Georgien. Det ligger i regionen Imeretien, i den centrala delen av landet. Antalet invånare var 24 512 år 2014. Arean är 557 kvadratkilometer. Administrativt centrum är staden Vani.